# سیم ریپ
سیم ریپ (خمر: ក្រុងសៀមរាប؛ تلفظ می‌شود [siəm riəp]) مرکز استان سیم ریپ در شمال غرب کامبوج است، و دروازه منطقه آنگکور است.
معماری سیم ریپ در بخش قدیمی فرانسوی و پیرامون بازار قدیمی، استعماری و سبک چینی است. در این شهر نمایش سنتی رقص آپسارا، مغازه‌های صنایع دستی، ابریشم، وجود دارد.
سیم ریپ امروز، یک مقصد محبوب جهانگردی است، هتل‌ها و رستوران‌های بسیار دارد. بیشتر تاسیسات کوچکتر پیرامون بازار قدیمی متمرکز اند، گرچه بیشتر هتلهای قدیمی بین فرودگاه بین‌المللی سیه‌م رئاپ و شهر در طول جاده ملی ۶ قرار دارند.